# مفارقة التحليل
مفارقة التحليل أو مفارقة لانغفورد-مور هي مفارقة تتعلق بكيفية أن يكون التحليل صحيحًا ومفيدًا في نفس الوقت. صاغ الفيلسوف الفيلسوف جورج إدوارد مور هذه المشكلة في كتابه مبادئ الأخلاق، وأطلق عليها هذا الاسم لأول مرة كوبر هارولد لانجفورد في مقالته مفهوم التحليل في فلسفة مور.

## المفارقة
التحليل المفاهيمي يشبه إلى حد ما تعريف الكلمة. ومع ذلك، وعلى عكس التعريف القاموسي التقليدي (الذي قد يسرد أمثلة أو يتحدث عن مصطلحات ذات صلة)، يبدو أن التحليل الصحيح تمامًا لمفهوم ما من حيث مفاهيم أخرى يجب أن يحمل المعنى نفسه تمامًا للمفهوم الأصلي. لذلك، لكي يكون التحليل صحيحًا، ينبغي أن يكون قابلاً للاستخدام في أي سياق يُستخدم فيه المفهوم الأصلي، دون تغيير معنى النقاش في ذلك السياق. تُعد التحليلات المفاهيمية من هذا النوع هدفًا رئيسيًا للفلسفة التحليلية.
ومع ذلك، لكي يكون مثل هذا التحليل نافعًا، يجب أن يكون مُفيدًا من حيث المعلومات، أي أنه ينبغي أن يخبرنا بشيء لا نعرفه بالفعل (أو على الأقل بشيء يمكن تصوّر أن هناك من لا يعرفه مسبقًا). لكن يبدو أنه لا يمكن لأي تحليل مفاهيمي أن يفي في الوقت نفسه بمتطلبَي الصحة والمعلوماتية، وفقًا لهذا الفهم لهذه المتطلبات.
ولكي نفهم السبب، فلنأخذ تحليلاً بسيطاً محتملاً:
(1) بالنسبة لجميع x (أي عضو معين في فئة أو مجموعة)، يكون x أخًا إذا وفقط إذا كان x شقيقًا ذكرًا
يمكننا أن نقول أن (1) صحيحة لأن تعبير "الأخ" يمثل نفس المفهوم مثل تعبير "الأخ الذكر"، و (1) يبدو أنها مفيدة لأن التعبيرين ليسا متطابقين. وإذا كان (1) صحيحًا بالفعل، فيجب أن يكون "الأخ" و"الأخ الذكر" قابلين للتبادل:
(2) بالنسبة لجميع x، فإن x يكون أخًا إذا وفقط إذا كان x أخًا
ومع ذلك، فإن (2) ليست إعلامية، وبالتالي فإن (1) إما ليست إعلامية، أو أن التعبيرين المستخدمين في (1) غير قابلين للتبادل (لأنهما يغيران تحليلاً إعلامياً إلى تحليل غير إعلامي)، وبالتالي فإن (1) ليست صحيحة في الواقع. بعبارة أخرى، إذا كان التحليل صحيحًا ومفيدًا، فيجب أن تكون (1) و(2) متساويتين بشكل أساسي، ولكن هذا ليس صحيحًا لأن (2) ليست مفيدة. لذلك يبدو أن التحليل لا يمكن أن يكون صحيحا ومفيدا في نفس الوقت.

## الحلول المقترحة
إحدى الطرق لحل هذه المفارقة هي إعادة تعريف ما هو التحليل. في تفسير المفارقة، يُفترض أن يكون التحليل المحتمل عبارة عن علاقة بين المفاهيم وليس التعبيرات اللفظية المستخدمة لتوضيحها. إذا كان التعبير اللفظي جزءًا من التحليل، فلا ينبغي لنا أن نتوقع الاستبدال الكامل حتى في حالات التحليلات الصحيحة. ومع ذلك، يبدو أن هذه الاستجابة تحرك مفهوم التحليل إلى مجرد تعريف لغوي، بدلاً من القيام بعمل مثير للاهتمام بالمفاهيم.
هناك رد آخر يتمثل في اتخاذ موقف حازم والقول ببساطة إن التحليلات الصحيحة لا تقدم معلومات كافية ــ وهو ما يثير التساؤل حول المفهوم المعرفي الإيجابي الذي ينبغي استخدامه بدلاً من هذا المفهوم، إن وجد.
هناك رد آخر يتمثل في اتخاذ موقف ويلارد فان أورمان كوين ورفض مفهوم التحليل المفاهيمي بالكامل. وهذا رد طبيعي على رفض التمييز بين التحليلي والتركيبي.

## الأصول
المفارقة هي إعادة صياغة  لمفارقة مينون من حوار أفلاطون الذي يحمل نفس الاسم: أي معرفة جديدة إما أن تكون هي نفسها ما هو معروف بالفعل، وبالتالي ليست مفيدة، أو مختلفة عما هو معروف بالفعل، وبالتالي لا يمكن التحقق منها (أو الوصول إليها من خلال المنطق التحليلي).

## ملحوظات
1. ↑  Beaney, Michael. "Analysis". plato.stanford.edu (بالإنجليزية). Retrieved 2022-09-22.